# Toronaeus figuratus
Toronaeus figuratus là một loài bọ cánh cứng trong họ Cerambycidae.